# 五经路隧道
五经路隧道是一条天津市河北区的地下交通通道，于2009年10月1日建成通车。该隧道长1554米，宽26米，高4.5米，为双向6车道，时速40公里，是一条天津市区的主干道。